# 奇特拉尔博物馆
奇特拉尔博物馆（英語：Chitral Museum）是一个位于巴基斯坦开伯尔-普赫图赫瓦省奇特拉尔县的博物馆，开馆于2010年7月8日。

## 开馆背景
位于巴基斯坦的奇特拉尔地区以其丰富的文化遗产和风景名胜而闻名。这一地区虽然是开伯尔-普赫图赫瓦省最偏僻的地区，但这里拥有包含崎岖的山脉、流动的河流和绿色的山谷的自然景色。为保护奇特拉尔的文化遗产，奇特拉尔博物馆应运而生。

## 展馆

### 民族馆
奇特拉尔博物馆的民族馆展示了奇特拉尔山谷居民的文化和生活方式。该展馆展示了奇特拉尔当地的刺绣、珠宝、武器、陶瓷、乐器、狩猎工具和家居用品。其中，刺绣包括来自科伊斯坦、斯瓦特和努里斯坦的衬衫、女性钱包、腰衣、帽子、桌垫和枕头套等。展馆展示的珠宝均遵从当地的文化潮流，包括铜银手镯、吊坠、耳环、指环、项链、手镯、护身符等物品。在该展馆内展览的各种武器包括火药、手枪、匕首和剑。这些物品阐明了早期奇特拉尔山谷的传统和文化。博物馆还收藏了丰富的传统陶瓷，包括木制和石制的烹饪锅、茶壶、水罐、碗、勺子和托盘等。

### 考古和卡拉什馆
考古和卡拉什馆展示了卡拉什山谷的文化和考古文物。该馆展示了卡拉什地区的建筑、家居用品、头饰、连衣裙、珠宝和卡拉沙女神的雕像。其中，该馆的考古文物展品主要为健驮逻国时期的文物，其中包括陶器、宝石、矛、箭、手镯、指环、吊坠和其他珠宝。这些文物均是在开伯尔-普赫图赫瓦省政府直属的考古和博物馆理事会领导的桑戈尔和帕尔瓦克遗址的挖掘工程中发现的。